# Lake Medina Shores
Pour les articles homonymes, voir Shores.
Lake Medina Shores est une census-designated place située dans les comtés de Bandera et Medina, dans l’État du Texas, aux États-Unis. Sa population s’élevait à 1 235 habitants lors du recensement de 2010.

## Source
- (en) Cet article est partiellement ou en totalité issu de l’article de Wikipédia en anglais intitulé « Lake Medina Shores, Texas » (voir la liste des auteurs).